# Am486

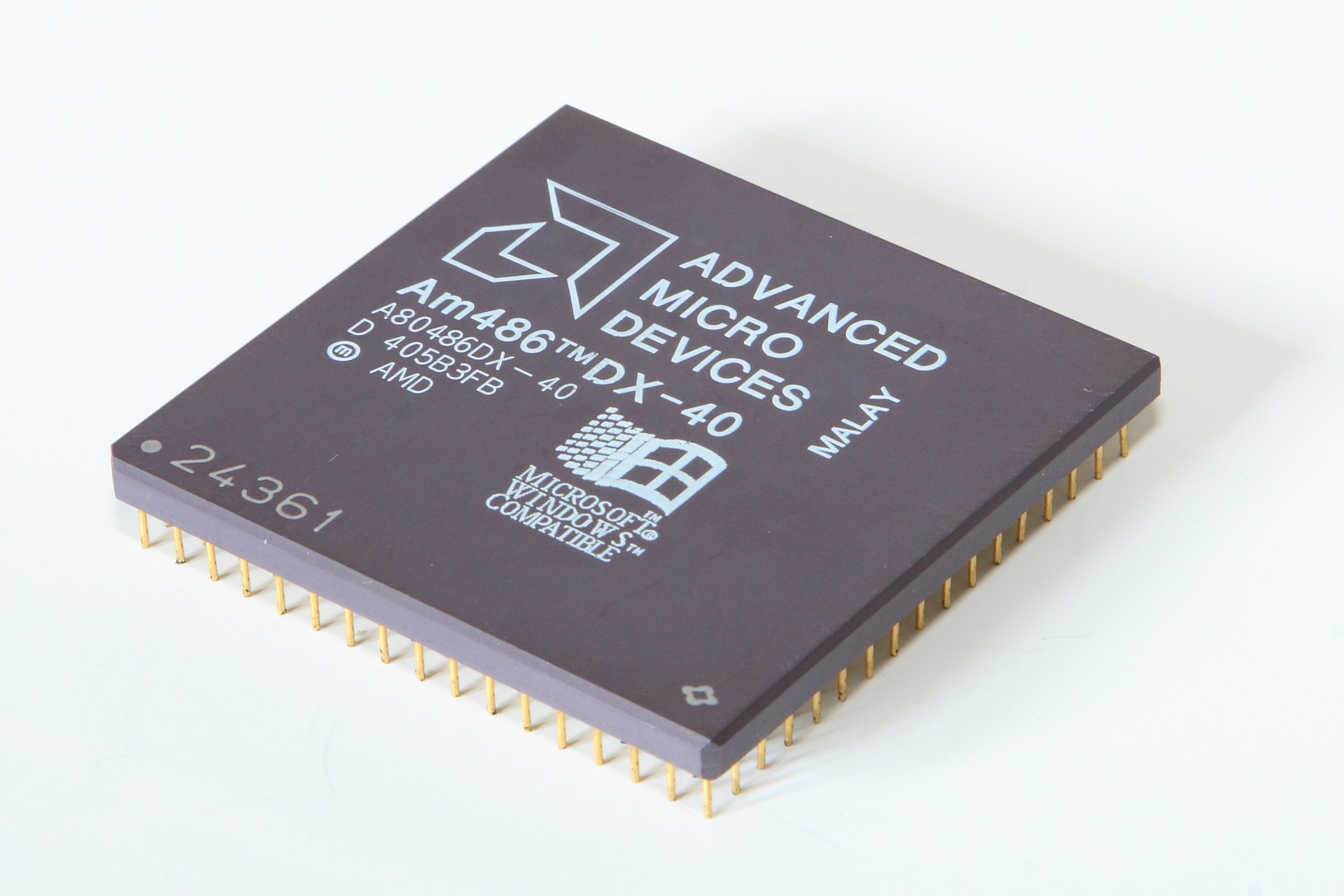
AMD 486DX 40MHz

Am 486 är en PC-kompatibel mikroprocessor skapad av AMD under tidigt 1990-tal, den är jämförbar med Intels 80486-processor.